# Dortmund Hauptbahnhof
Der Hauptbahnhof Dortmund ist der bedeutendste Bahnhof der Stadt Dortmund und gehört mit täglich rund 130.000 Reisenden zu den meistfrequentierten Fernbahnhöfen der Deutschen Bahn. Der Kreuzungsbahnhof am nordwestlichen Rand der Innenstadt besitzt 16 Bahnsteiggleise und gehört zu den 21 Bahnhöfen der höchsten Preisklasse 1 von DB InfraGO AG.
Zu den Einrichtungen zählt auch der östlich an der Strecke nach Hamm am Bw Dortmund gelegene Betriebsbahnhof, der im Betriebsstellenverzeichnis als Dortmund Bbf verzeichnet ist. Unter dem Hauptbahnhof besitzt die Dortmunder Stadtbahn eine gleichnamige Station, die von vier der acht Linien angefahren wird.
Der Bahnhof, der täglich rund 200 Fernverkehrszüge, 500 Nahverkehrszüge und über 300 Züge der S-Bahn zählt, wird seit 2017 bis voraussichtlich 2025 modernisiert.

## Geschichte

### 1847 bis 1909: Anfangsjahre

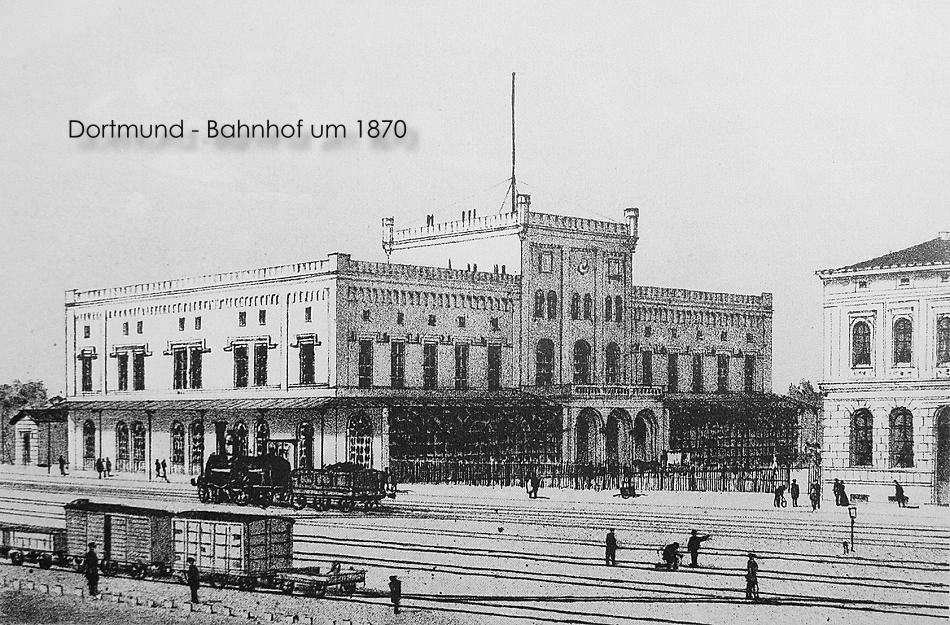
Altes Bahnhofsgebäude bis 1910

Seine Ursprünge hat der Dortmunder Hauptbahnhof in dem Bahnhof der „Köln-Mindener Eisenbahn-Gesellschaft“ (kurz CME wegen der damaligen Schreibweise Kölns), welcher am 15. Mai 1847 nördlich des Stadtzentrums eröffnet wurde. Zwei Jahre später schloss die Bergisch-Märkische Eisenbahn-Gesellschaft (BME) ihren als reinen (angrenzend, etwas südlich gelegen) Kopfbahnhof betriebenen Bahnhof an den bestehenden Bahnhof an, hier endeten die Stammstrecke nach Elberfeld (heute Wuppertal), die Strecke nach Soest (ab 1855) und die Ruhrgebietsstrecke nach Duisburg und Oberhausen (ab 1860).

### 1910 bis 1945: Erweiterung und Zerstörung

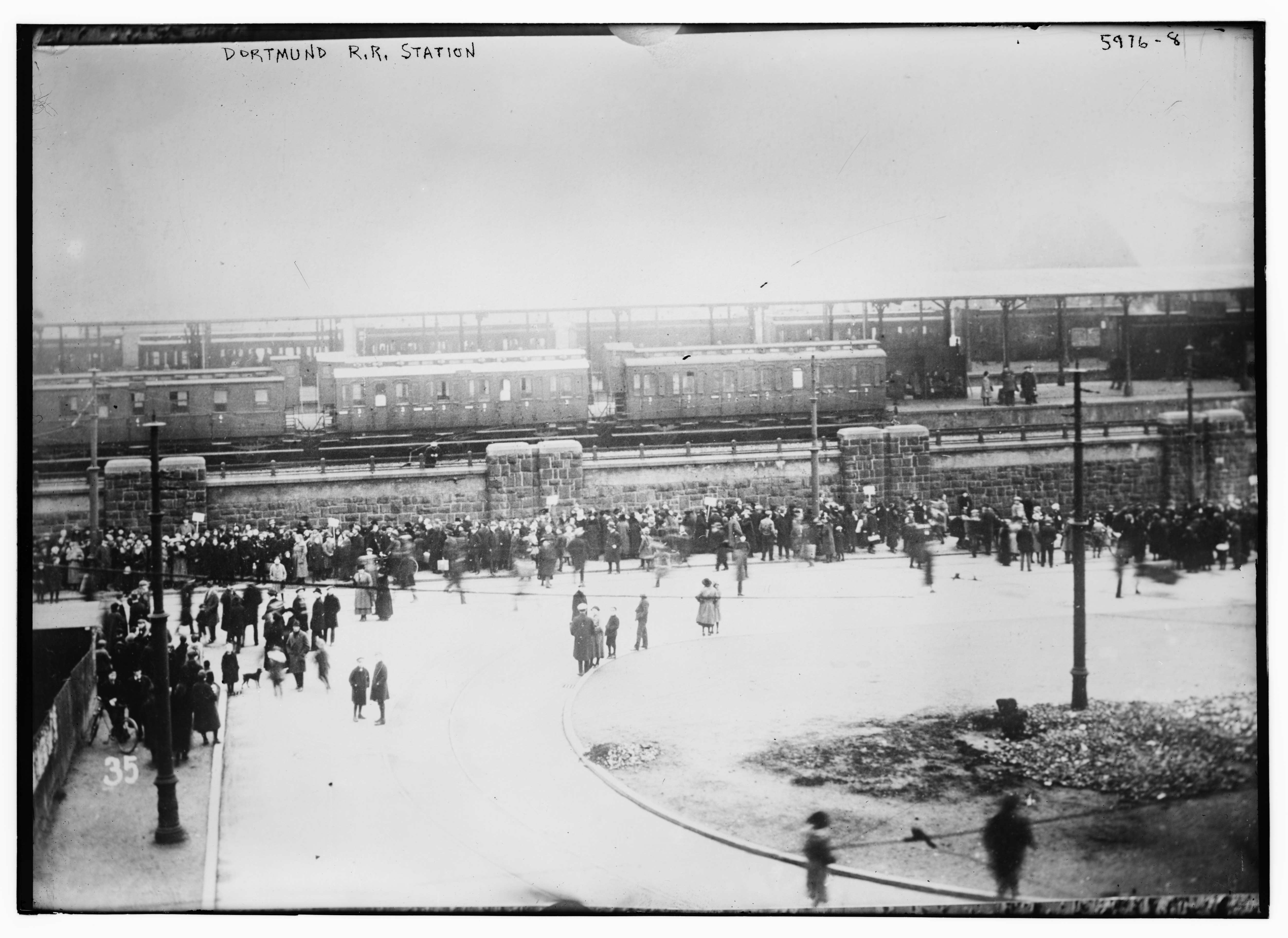
Bahnsteige im Jahr 1923

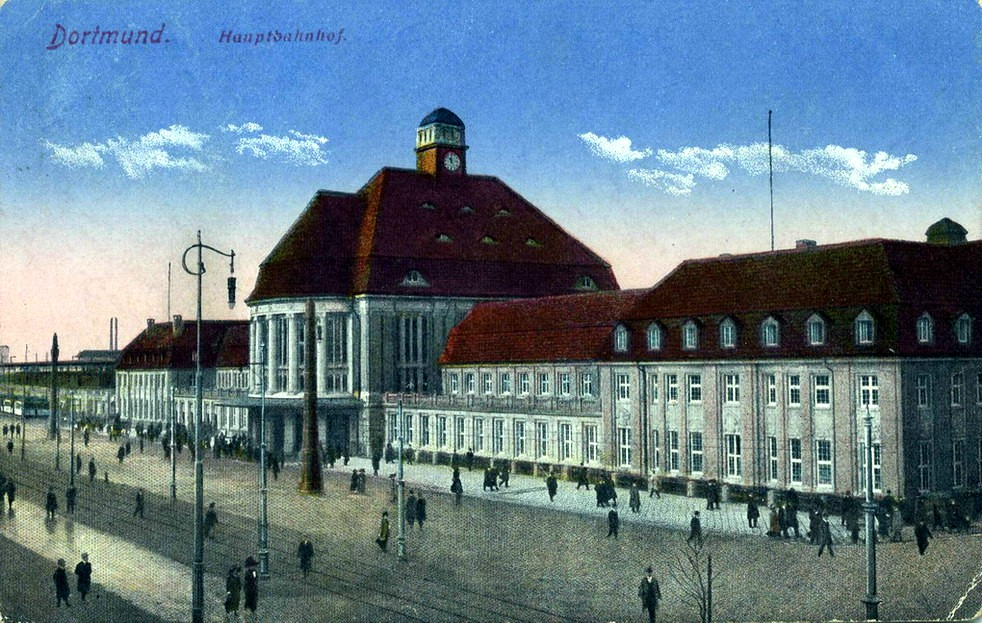
Bahnhofsgebäude von 1910–1944, aufgenommen ca. 1930

Das ursprüngliche Bahnhofsgebäude in Insellage, mit Zufahrt vom Burgtor, wurde 1910 durch einen großzügigen Neubau am jetzigen Ort ersetzt. Die Gleise wurden höher gelegt, um die Behinderung des Straßenverkehrs durch beschrankte Bahnübergänge zu beenden. Dieser zweite Dortmunder Bahnhof wurde am 12. Dezember 1910 eingeweiht und war bei seiner Eröffnung einer der größten im Deutschen Reich. Den Namen „Dortmund Hbf“ erhielt der Bahnhof dann am 1. Oktober 1912.

Am 30. Juni 1943 fuhr nach einem Fehler des Fahrdienstleiters der D 24 auf einen Personenzug auf. 28 Menschen starben, 90 wurden darüber hinaus verletzt.
Am Abend des 6. Oktober 1944 wurden der Bahnhof und die darin befindlichen Züge durch einen alliierten Luftangriff auf Dortmund zerstört. Der Angriff traf neben dem Hauptbahnhof auch weite Teile der Innenstadt und tötete mindestens 1148 Menschen.

### 1946 bis 2009: Zweckbau und gescheiterte Umbaupläne

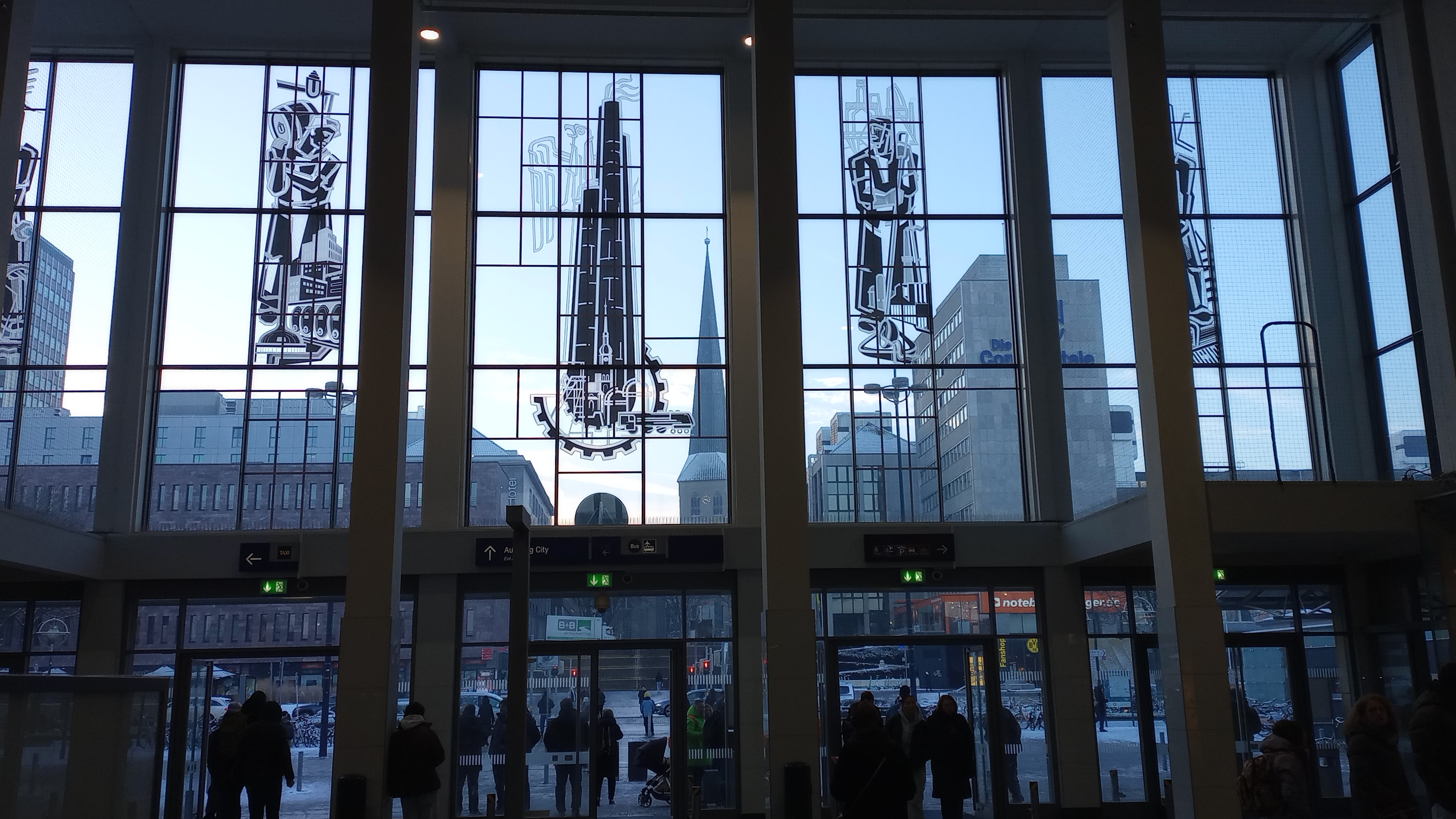
Glasfenster am Haupteingang

#### Die 50er Jahre: Neues Empfangsgebäude und schwerer Unfall
Nach dem Zweiten Weltkrieg wurde das schwer getroffene alte Empfangsgebäude des Dortmunder Hauptbahnhofs im Jahre 1952 durch einen Zweckbau ersetzt. Er gilt als unscheinbar, beherbergt aber bedeutende Glas-Motiv-Fenster aus der ehemaligen Arbeitswelt Dortmunds. Fünf große Glasbilder dokumentierten Dortmunds Wirtschaft. In der Mitte eines, das die Stadt als eine der Arbeit vorstellte, links und rechts eingerahmt von einem Stahlwerker, einem Hochofenarbeiter, einem Bierbrauer und einem Brückenbauer. Im Zuge der Umbauarbeiten des Bahnhofs wurden die Glasbilder demontiert und zur Ausstellung in das Hattinger Industriemuseum Henrichshütte verbracht. Sie wurden durch originalgetreue Kopien ersetzt.

Am 18. Dezember 1954 ereignete sich im Bahnhofsbereich in einer Baustellensituation ein schwerer Eisenbahnunfall: Aufgrund einer falsch gestellten Weiche stießen der ausfahrende Nahverkehrszug N 2903 und der einfahrende EKi 4224 zusammen. 15 Menschen starben, 71 weitere wurden verletzt.
Im Empfangsgebäude des Dortmunder Hauptbahnhofs war westlich des Haupteingangs ab 1952 ein BALI-Kino untergebracht. Seit 1986 existierte in diesen Räumlichkeiten die Diskothek Live Station. Zum 1. März 1991 übernahm der Bahnhof die Abfertigung für Expressgut und Gepäck des Bahnhofs Dortmund-Hörde. Im April 2009 schloss die Diskothek im Zuge der Vorbereitungen des Umbaus endgültig.

#### 1997 bis 2000: Umbaupläne Ufo
Ab 1997 wurde ein Neubau des Dortmunder Hauptbahnhofs diskutiert. Die ursprüngliche Planung sah die Überbauung in Form eines „überdimensionierten Ufos“ mit 80.000 Quadratmetern Nutzfläche vor. Geplant war ein 55 Meter hohes Gebäude mit acht Stockwerken. Am 7. Oktober 1998 wurde eine entsprechende Absichtserklärung zwischen der Deutschen Bahn, dem Land Nordrhein-Westfalen und der Westdeutschen Immobilienbank unterzeichnet. Bis 2002 sollte das 850-Millionen-DM-Projekt fertiggestellt werden. Die Pläne für das so genannte „Dortmunder Ufo“ wurden jedoch wieder verworfen und nicht weiter verfolgt.

#### 2001 bis 2007: Umbaupläne 3do
Anfang 2001 wurde mit der portugiesischen Investorengruppe Sonae Imobilia ria ein neuer Investor gefunden. Schon im ersten Quartal 2001 sollten neue Entwürfe von Architekturbüros realisiert und das 1,2-Milliarden-DM-Projekt bis 2006 fertiggestellt werden. Der Neubau wurde als 3do bezeichnet. 75 Millionen Euro Bundes- sowie 55 Millionen Euro Landesmittel waren zugesichert. Geplant waren 36.000 Quadratmeter Einzelhandels- und 26.500 Quadratmeter Entertainment-Flächen. Am 3. Februar 2006 fasste die Außenstelle Essen des Eisenbahn-Bundesamtes (EBA) den Planfeststellungsbeschluss für „3do“. Am 28. Februar 2007 gab die Deutsche Bahn bekannt, dass der Investor den Vertrag endgültig nicht unterschreiben wolle.

#### Investitionsstau
Durch das zweimalige Scheitern eines Neubaus entstand auf dem Dortmunder Hauptbahnhof ein erhebliches Investitionsdefizit. Nur die Kopfbahnsteige (Gleise 2–5) und der Bahnsteig zu den S-Bahn-Linien S 1 und S 2 (Gleise 6–7) verfügten über eine öffentliche Aufzuganlage. Bei allen anderen Bahnsteigen konnte stattdessen (und nur auf Anfrage) der nicht in den Fußgängerbereich eingebundene Lastenaufzug genutzt werden. Der Dortmunder Hauptbahnhof war vor dem Umbau mit 130.000 Reisenden pro Tag damit der größte noch nicht barrierefreie Bahnhof und neben Köln Messe/Deutz auch nur einer von zwei Bahnhöfen der Bahnhofsklasse 1, auf den dies zutraf.

### Ab 2009: Teilumbau und Beginn der barrierefreien Ausstattung

#### 2009 bis 2011: Erneuerung des Empfangsgebäudes
In einer ersten Bauphase wurden ab 2009 das Empfangsgebäude und zugehörige Betriebsflächen entkernt. Während der Bauarbeiten waren das Reisezentrum der DB und das Restaurant einer Fast-Food-Kette in Containern vor dem Bahnhof untergebracht, ebenso Bundespolizei und Bahnhofsmission. Am 17. Juni 2011 wurde die erste Bauphase formal abgeschlossen. Von den Gesamtkosten in Höhe von 23 Millionen Euro trugen der Bund 13,3 Millionen Euro, das Land 1,4 Millionen Euro sowie die Deutsche Bahn 8,3 Millionen.

#### 2014: Umbau der Stadtbahnhaltestelle

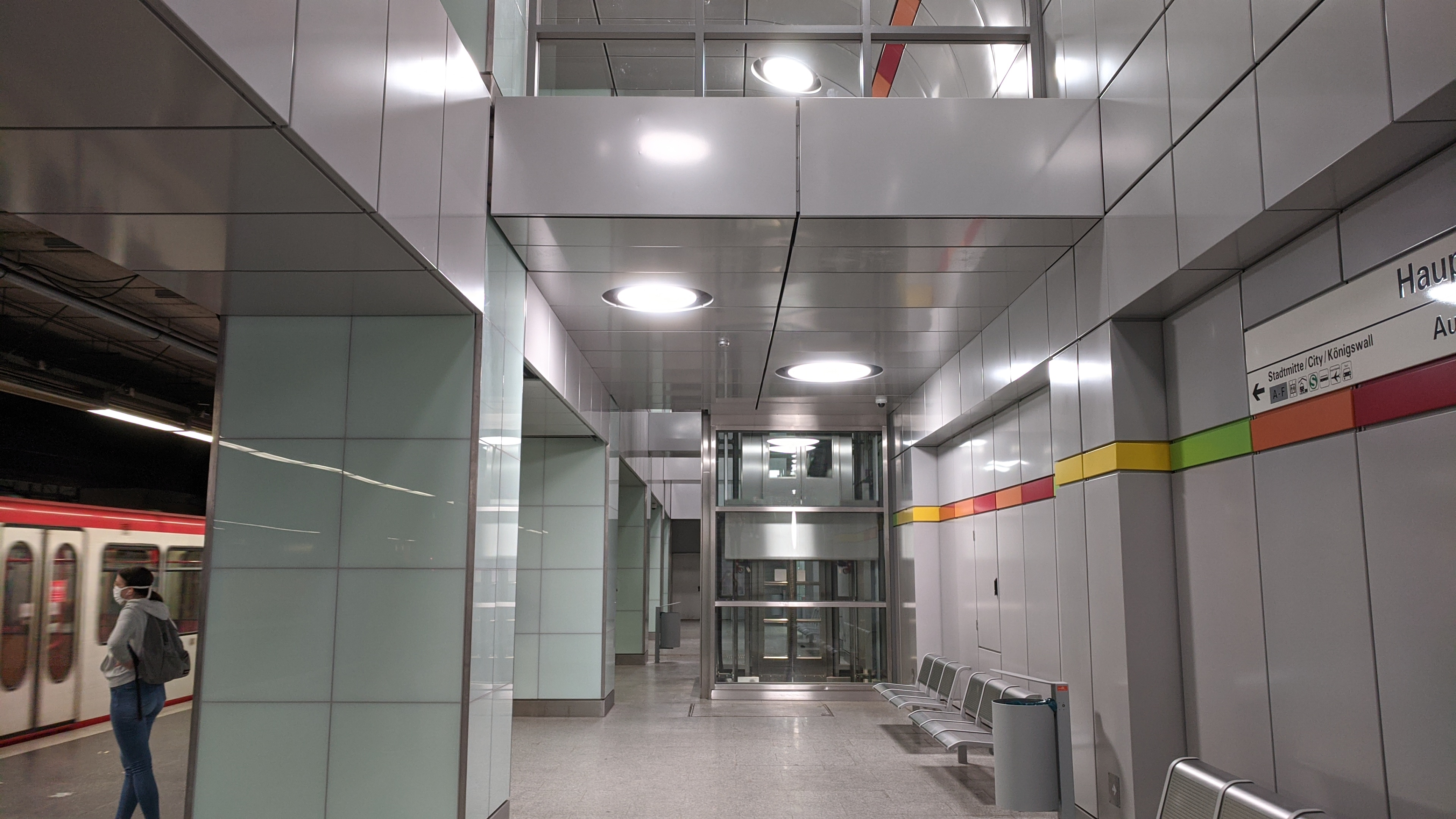
Verbreiterter Bahnsteig der Stadtbahn Richtung Innenstadt.

2014 startete der geplante Umbau der Stadtbahnhaltestelle, der 2019 abgeschlossen werden sollte. Dafür wird der östliche Bahnhofstunnel mit viel Metall, künstlerisch gestalteten Glasflächen und Böden aus hellem Naturstein neu gestaltet. Darüber hinaus werden zusätzliche Wege zu den Bahnsteigen der Stadtbahn geschaffen und die Bahnsteige werden deutlich verbreitert. Zusätzlich zu diesen Planungen wurden östlich und westlich der Bahnsteige Trassensicherungen für ein drittes und viertes Gleis am Bahnsteig vorgenommen. Es wurden Kosten von 37 Millionen € veranschlagt, davon entfallen 33,3 Millionen € auf das Land NRW. Seit Frühjahr 2020 ist der Stadtbahnsteig in Richtung Innenstadt fertiggestellt und begehbar.

#### Ab 2017: Start des großen Umbaus
Die Planungen für den Umbau des Bahnhofs wurden nach den Fehlschlägen der sehr ambitionierten Projekte viel funktionaler. Man konzentrierte sich bei der Planung vorrangig auf die Funktion des Bahnhofs und nicht auf große Verkaufsflächen. So wurde aus der vorher anvisierten kompletten Umgestaltung eine Modernisierung samt Installation von Aufzügen.
Für die Modernisierung und den barrierefreien Ausbau des Bahnhofs stellen Bund, Land und Bahn 107 Millionen Euro zur Verfügung.
Der Umbau begann im zweiten Quartal 2017 mit vorbereitenden Arbeiten, im Juli 2018 wurde der „Erste Spatenstich“ vollzogen. Der Umbau soll 2025 abgeschlossen werden.

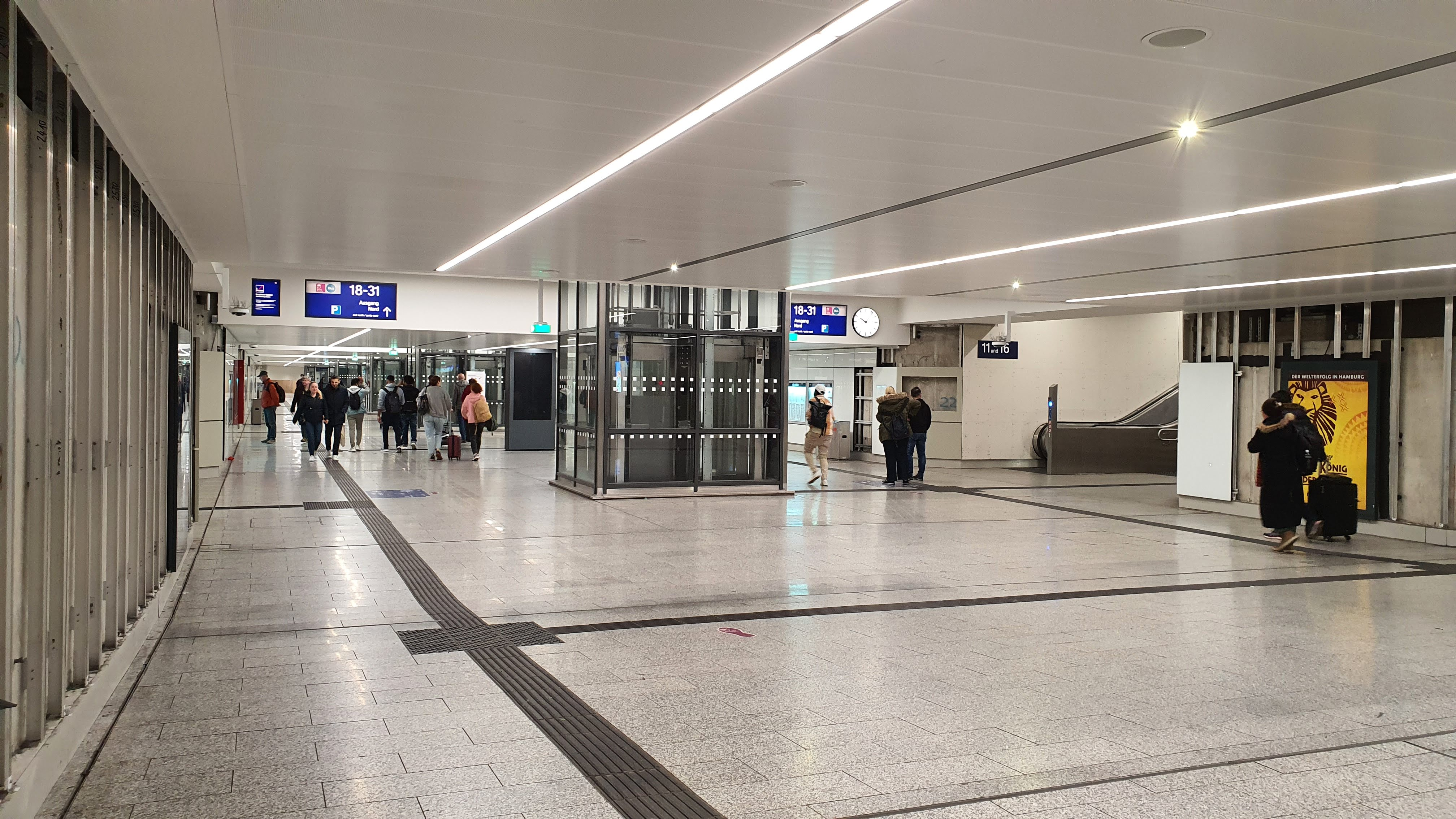
Der verbreiterte Fußgängertunnel des Dortmunder Hauptbahnhofs im März 2024 kurz vor Abschluss der Renovierungsarbeiten mit neuem Fußbodenbelag, neuer Decke und teilweise noch fehlender neuer Wandverkleidung in deutlich hellerer Farbgebung (vorher rötlich-brauner Fußboden, gelbliche und weiße Wandfliesen sowie eine lichtgraue Decke).

Im Zuge des Umbaus wird der Personentunnel von 9,50 Meter auf 13,20 Meter verbreitert, werden die Bahnsteige samt Dächern neu gebaut, die Zugänge zu den Bahnsteigen mit Rolltreppen ausgestattet und in der Mitte des Tunnels Aufzüge eingebaut. Zusätzlich kommen taktile Wegeleitungen und Fahrgastinformationsmonitore hinzu. Sind diese Arbeitsschritte an einem Bahnsteig vollendet, folgt der nächste (von Bahnsteig 8 (Gleis 26 und 31) absteigend bis Bahnsteig 3). Anschließend soll das Verbindungsbauwerk Süd, welches den aktuellen Übergang zur Stadtbahn darstellt, modernisiert und barrierefrei werden. Zuletzt folgen Bahnsteig 2 und 1, die ergänzend zum heutigen Zustand Dächer erhalten. Zeitgleich soll mit dem Neubau eines weiteren Verbindungsbauwerks im Norden begonnen werden. Hier sollen einerseits Verkaufsflächen eingerichtet werden und ein weiterer Übergang zur Stadtbahn geschaffen werden. Dazu plant die Stadt Dortmund hier unter anderem den ZOB und den Fernbusbahnhof unterzubringen und das ganze als eine Rampe zu gestalten die den heutigen ZOB überdecken würde.
Im Zusammenhang mit der Einführung des Rhein-Ruhr-Expresses soll der Gleisplan des Bahnhofes umgestaltet werden. Hierzu sollen weitere Weichen die zeitgleiche Ein- und Ausfahrt von drei Zügen ermöglichen. Des Weiteren wird über ein Überwerfungsbauwerk diskutiert, welches ermöglichen soll, dass Züge in Fahrtrichtung Lünen die Gleise in Fahrtrichtung Hamm nicht kreuzen müssen.
Am 1. August 2019 kam ein Arbeiter durch einen Stromüberschlag ums Leben. Der Strom auf der Oberleitung sollte eigentlich abgestellt sein. Es ist unklar, aus welchem Grund die Leitung unter Spannung stand.
Etwa zur gleichen Zeit wurde öffentlich bekannt, dass sich der Umbau der Stadtbahnstation verzögert und um ca. 4 Millionen € teurer wird. Eine Fertigstellung ist frühestens im Jahr 2022 denkbar. Als Gründe wurden Vermessungsfehler und allgemeine Baufehler der ausführenden Firmen genannt. Die Blechteile, welche den Rohbau ausschmücken sollen, müssen nach Einbau des vorigen Teils erst bestellt werden, da die benötigten Maße nicht zuvor bekannt sind. Dabei soll es seitens der produzierenden Firma zu Problemen mit den Lieferzeiten gekommen sein. Erschwerend kommt die allgemein komplizierte Architektur und Abweichungen zu den ursprünglich bekannten Bauplänen des Rohbaus hinzu.
Die Deutsche Bahn gab im Mai 2023 bekannt, dass alle aktiven Bahnsteige barrierefrei erreichbar sind.

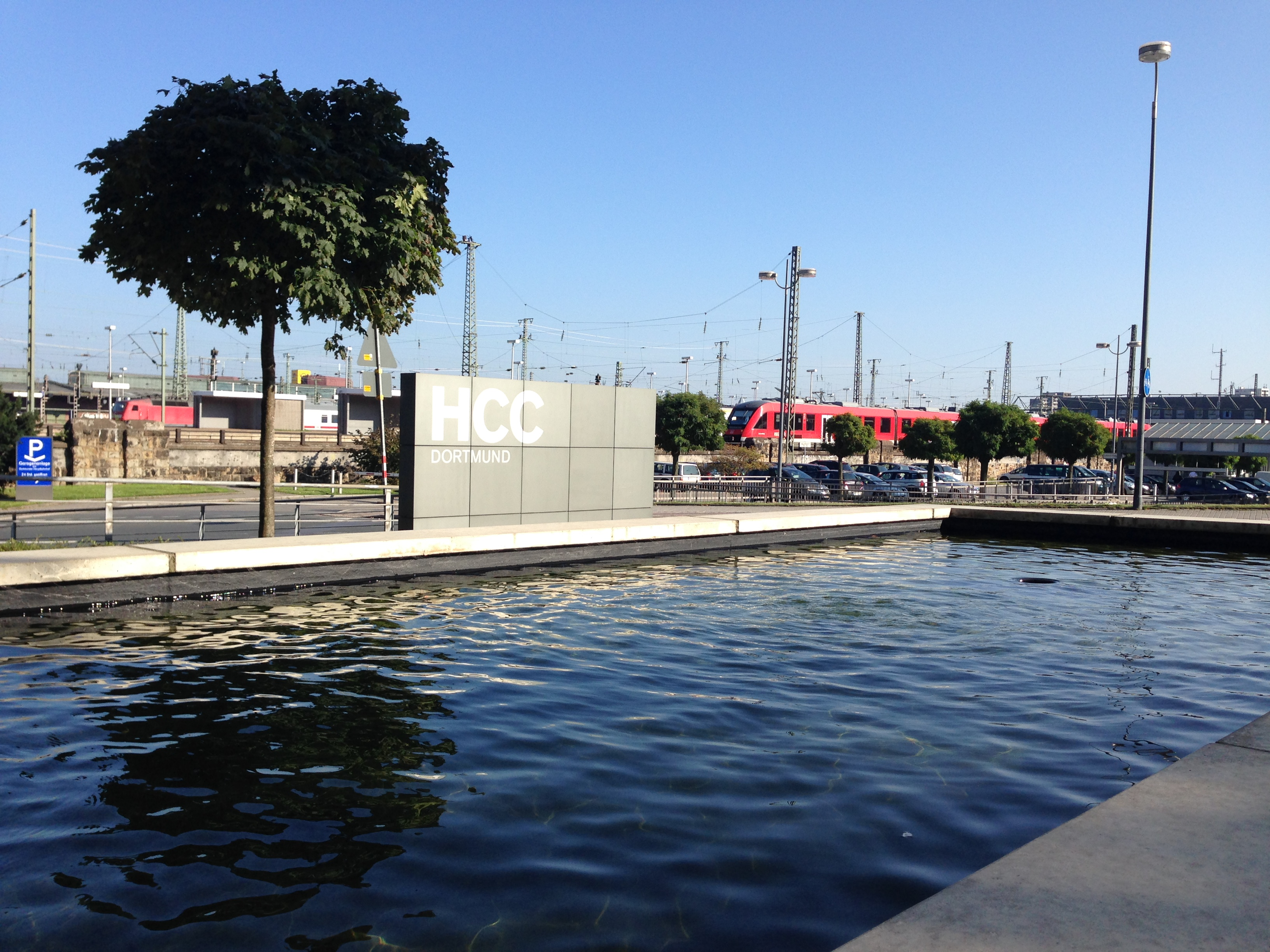
Dortmunder Bahnsteige, Blickrichtung Königswall
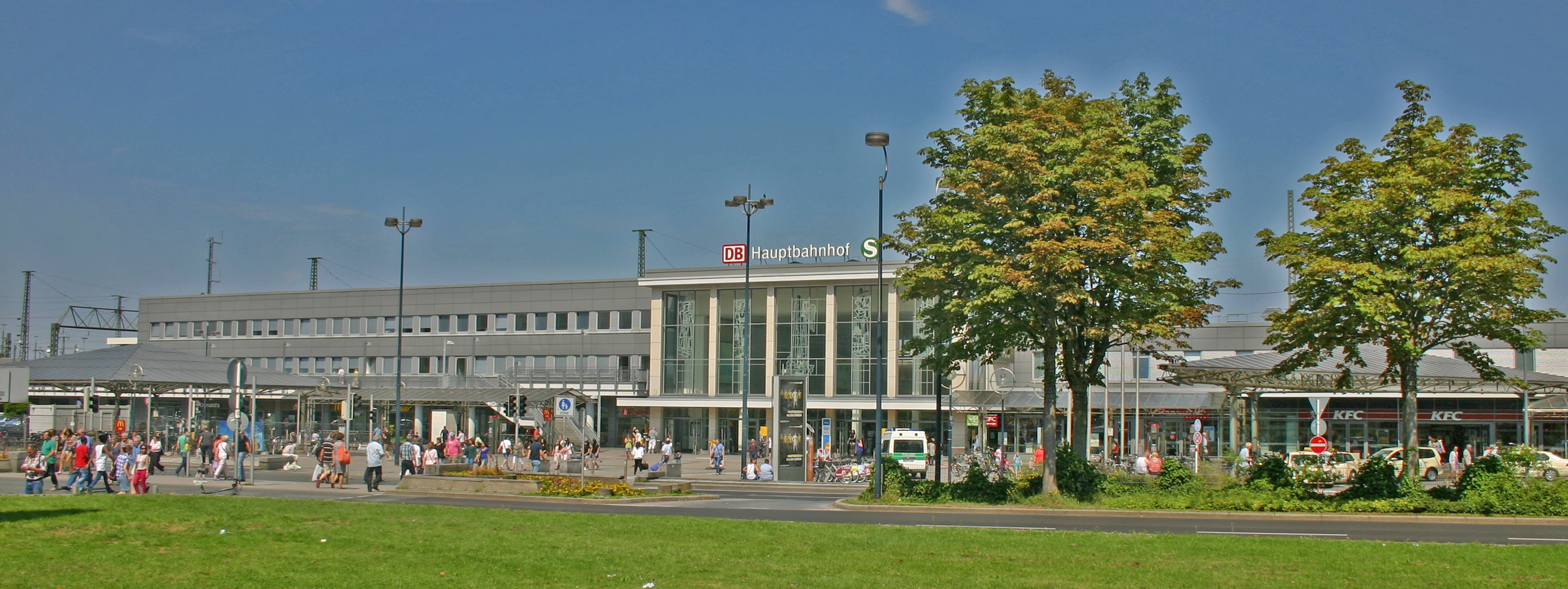
Bahnhofsgebäude am Königswall
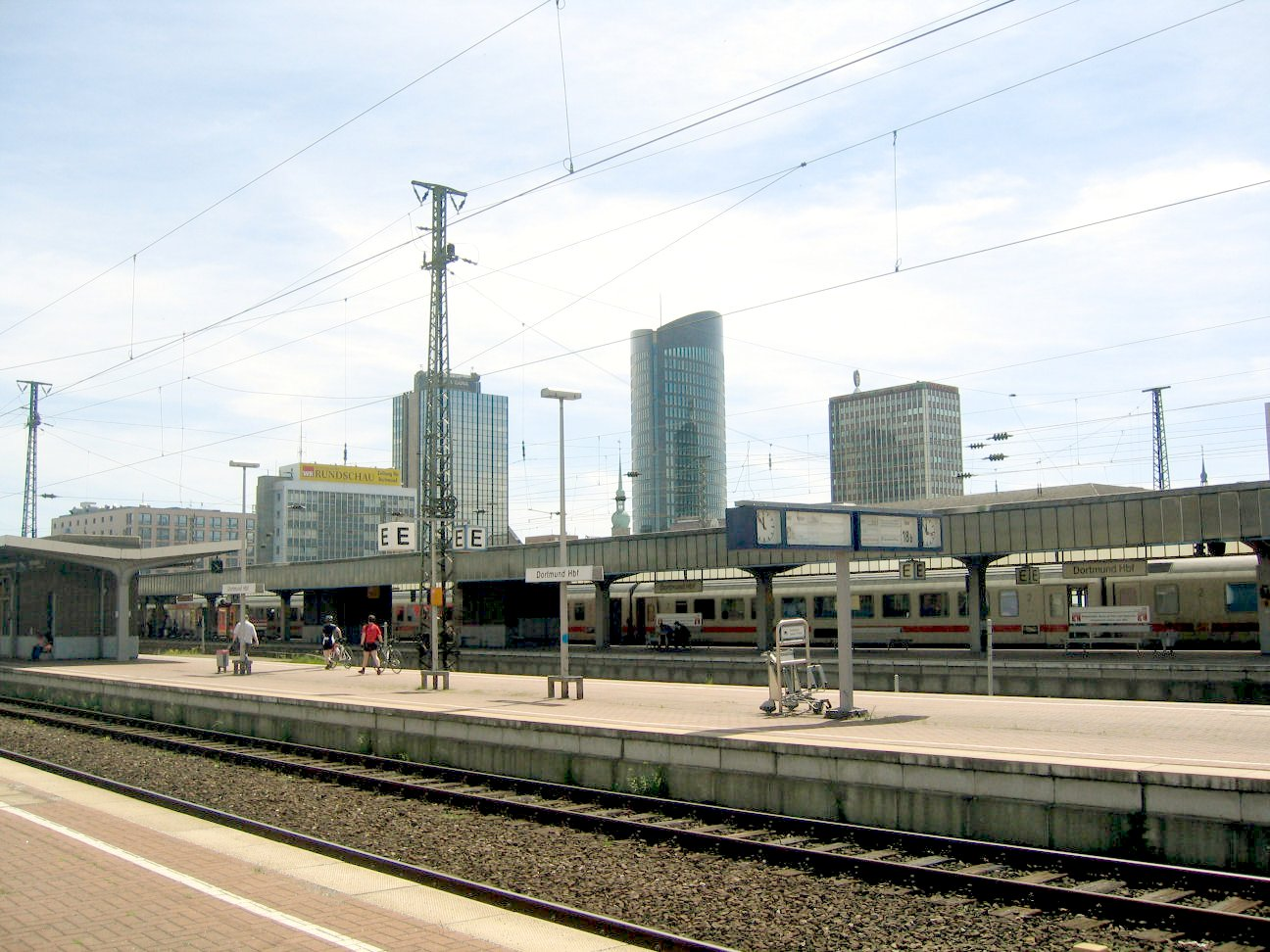
Bahnsteige mit Hochhäusern der Innenstadt, v. r. n. l.: Sparkasse, RWE, IWO
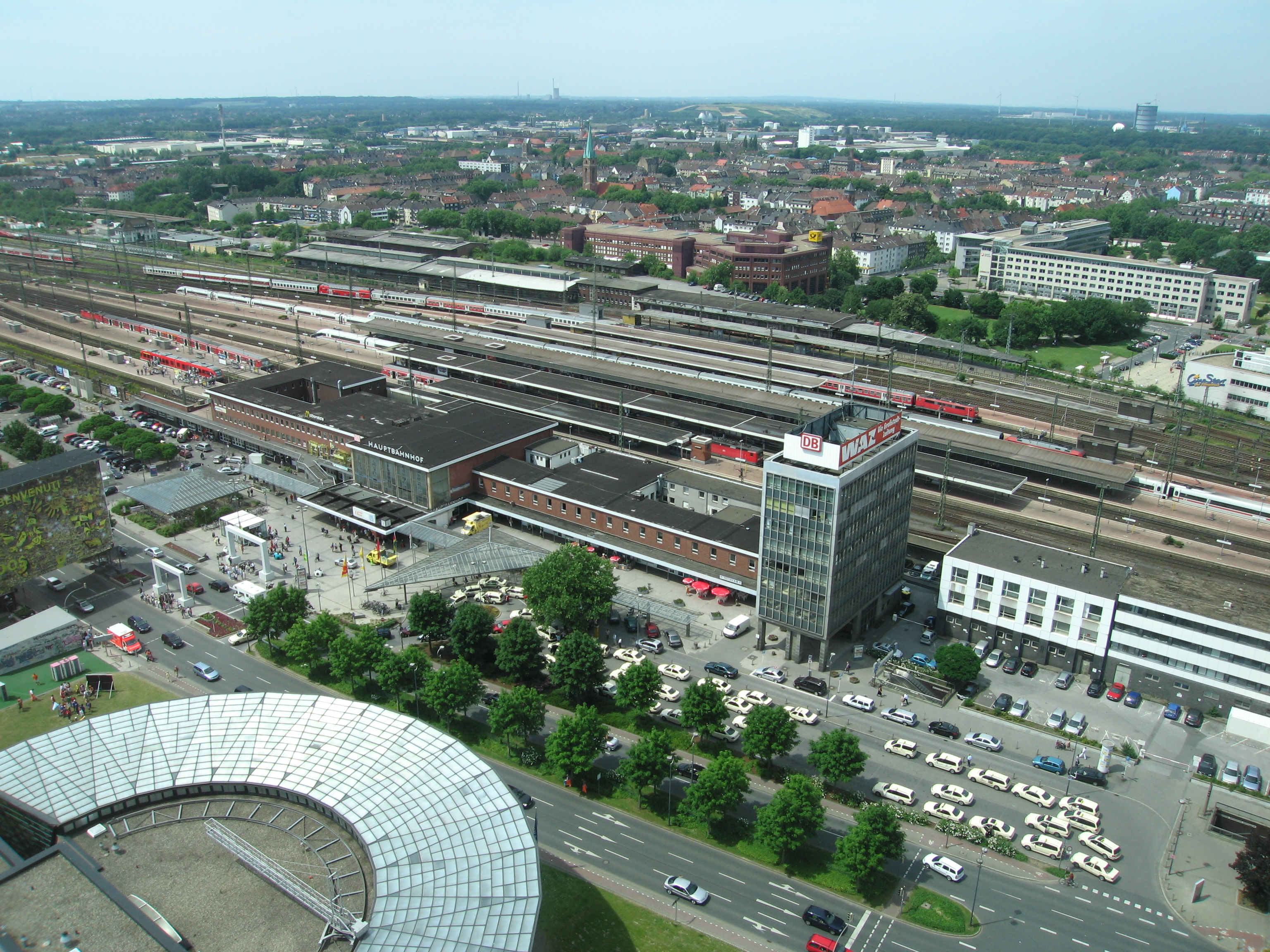
Blick vom RWE Tower Richtung Nordwesten
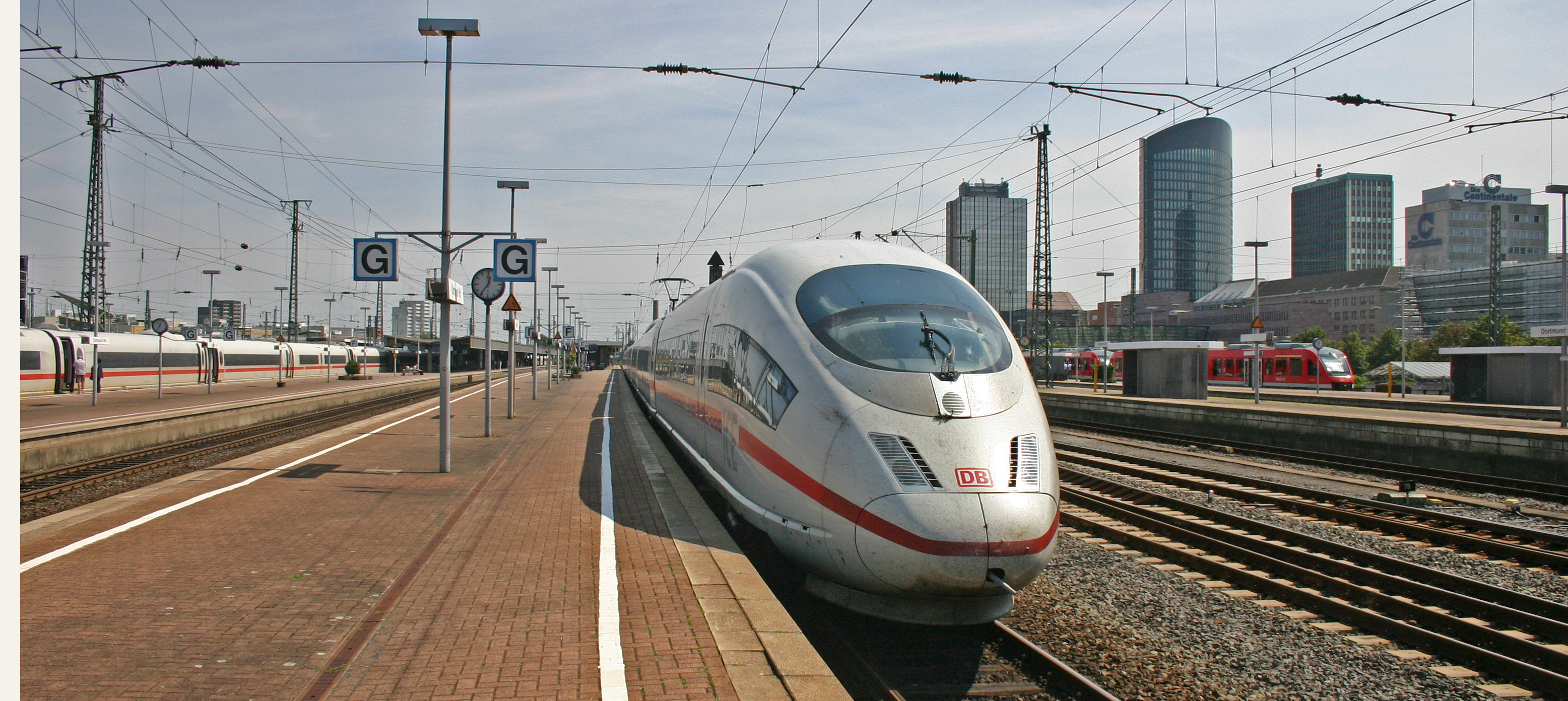
Bahnsteige mit ICE 3 an Gleis 8
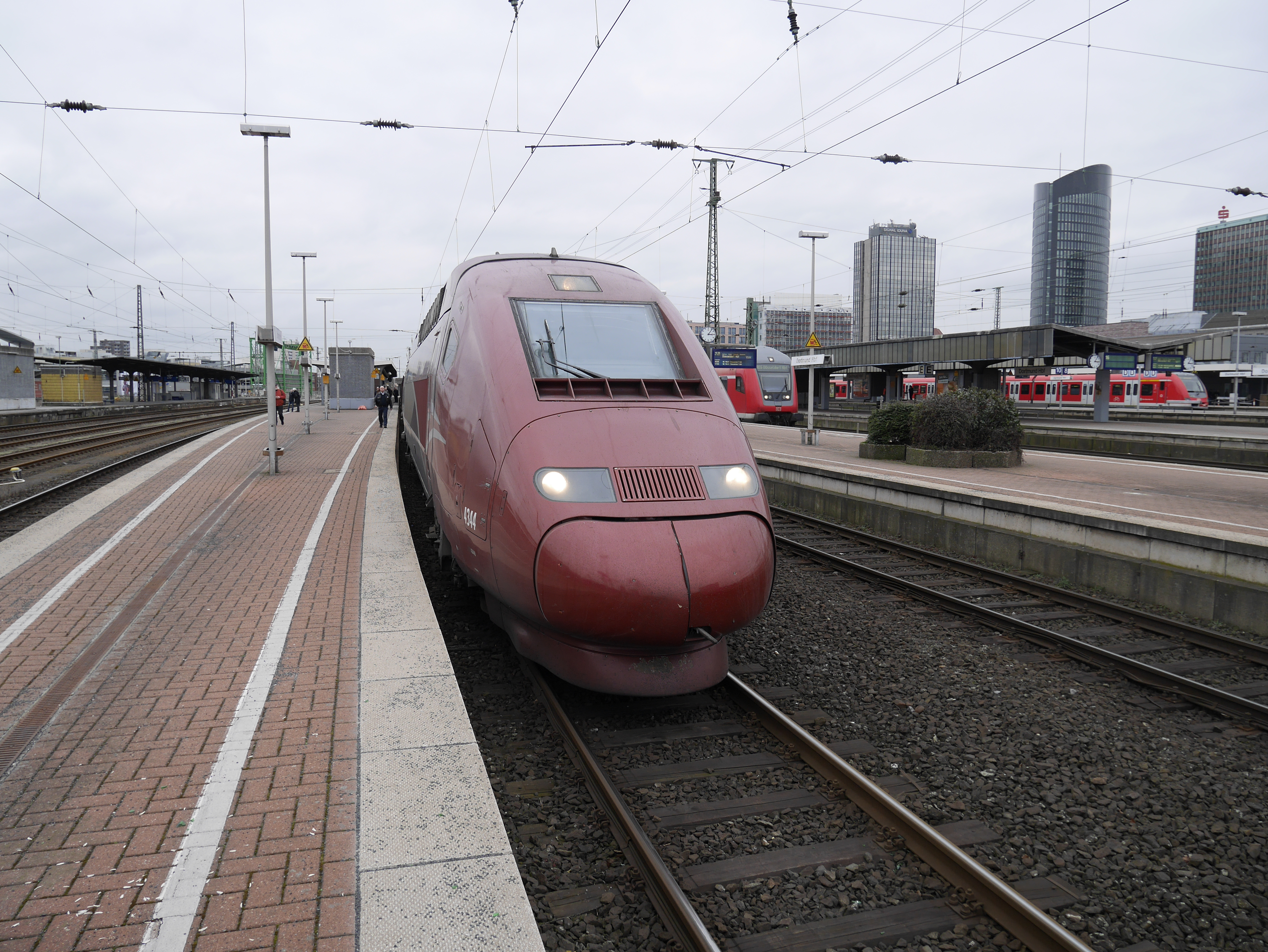
Bahnsteig mit Thalys
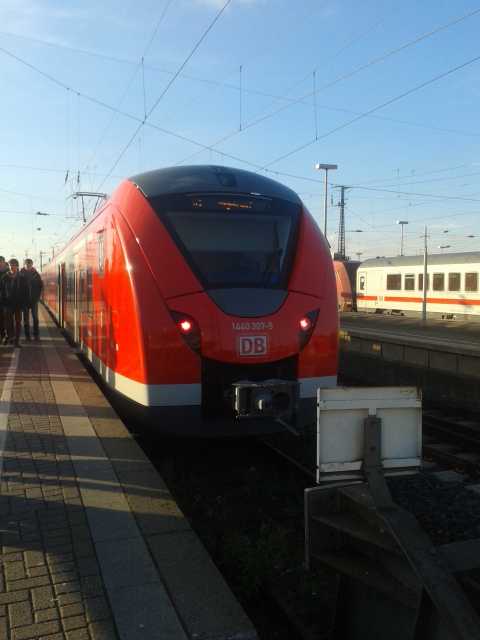
S-Bahn nach Hagen am Kopfbahnsteig 5

Im dritten Gutachterentwurf des Deutschlandtakts sind weitere Ausbauten unterstellt. Dafür sind, zum Preisstand von 2015, Investitionen von zehn Millionen Euro vorgesehen.

## Anlagen
Der Aufbau des Bahnhofs ist von Süd nach Nord wie folgt:
Hinweis: Die angegebenen Linien halten primär, jedoch nicht zwingend ausschließlich an diesen Bahnsteigen. Bei den angegebenen Richtungen des Fernverkehrs handelt es sich ebenfalls nur um die primären Richtungen.
| Gleis | Bahnsteig Nr.    | Barrierefrei     | Form             | Linie/Richtung             | Linie/Richtung             | Linie/Richtung             | Linie/Richtung                           | Linie/Richtung                                         |
| Gleis | Bahnsteig Nr.    | Barrierefrei     | Form             | Nahverkehr                 | Nahverkehr                 | Nahverkehr                 | Fernverkehr                              | Fernverkehr                                            |
| ----- | ---------------- | ---------------- | ---------------- | -------------------------- | -------------------------- | -------------------------- | ---------------------------------------- | ------------------------------------------------------ |
| 2     | 1                | Ja               | Kopf             | RB 59 Soest                | RB 59 Soest                | RB 59 Soest                | Kein                                     | Kein                                                   |
| 3     | 1                | Ja               | Kopf             | RB 52 Lüdenscheid          | RB 52 Lüdenscheid          | RB 53 Iserlohn             | Kein                                     | Kein                                                   |
| 4     | 2                | Ja               | Kopf             | RE 4 Aachen                | RE 4 Aachen                | RE 57 Brilon / Winterberg  | Kein                                     | Kein                                                   |
| 5     | 2                | Ja               | Kopf             | S 5 Witten / Hagen         | S 5 Witten / Hagen         | S 5 Witten / Hagen         | Kein                                     | Kein                                                   |
| 6     | 3                | Ja               | Durchgang        | S 2 Recklinghausen / Essen | S 2 Recklinghausen / Essen | S 2 Recklinghausen / Essen | Kein                                     | Kein                                                   |
| 7     | 3                | Ja               | Durchgang        | S 1 Solingen               | S 1 Solingen               | S 1 Solingen               | Kein                                     | Kein                                                   |
| 8     | 4                | ja               | Durchgang        | RE 1 Hamm                  | RE 6 Minden                | RE 11 Paderborn / Kassel   | IC Richtung: Gera                        | ICE Richtung: Berlin                                   |
| 10    | 4                | ja               | Durchgang        | RE 11 Hamm                 | RE 11 Hamm                 | RE 11 Hamm                 | IC Richtung: Hamburg, Dresden, Magdeburg | ICE Richtung: Berlin, Kiel                             |
| 11    | 5                | ja               | Durchgang        | RE 1 Aachen                | RE 6 Köln/Bonn Flughafen   | RE 6 Köln/Bonn Flughafen   | IC Richtung: Köln, Passau                | ICE Richtung: Stuttgart, Frankfurt, Nürnberg           |
| 16    | 5                | ja               | Durchgang        | RE 11 Düsseldorf           | RE 11 Düsseldorf           | RE 11 Düsseldorf           | IC Richtung: Münster                     | ICE Richtung: Düsseldorf, München, Stuttgart, Basel    |
| 18    | 6                | ja               | Durchgang        | RE 3 Hamm                  | RE 3 Hamm                  | RE 3 Hamm                  | IC Richtung: Siegen, Frankfurt           | ICE Richtung: Düsseldorf, Frankfurt, Nürnberg, München |
| 20    | 6                | ja               | Durchgang        | RB 43 Dorsten              | RB 43 Dorsten              | RB 43 Dorsten              | IC Richtung: Siegen, Frankfurt           |                                                        |
| 21    | 7                | ja               | Durchgang        | Kein                       | Kein                       | Kein                       | Kein                                     | Kein                                                   |
| 23    | 7                | ja               | Durchgang        | Kein                       | Kein                       | Kein                       | Kein                                     | Kein                                                   |
| 24    | Durchfahrtsgleis | Durchfahrtsgleis | Durchfahrtsgleis | Durchfahrtsgleis           | Durchfahrtsgleis           | Durchfahrtsgleis           | Durchfahrtsgleis                         | Durchfahrtsgleis                                       |
| 25    | Durchfahrtsgleis | Durchfahrtsgleis | Durchfahrtsgleis | Durchfahrtsgleis           | Durchfahrtsgleis           | Durchfahrtsgleis           | Durchfahrtsgleis                         | Durchfahrtsgleis                                       |
| 26    | 8                | Ja               | Durchgang        | RE 3 Düsseldorf Hbf        | RE 3 Düsseldorf Hbf        | RB 32 Duisburg Hbf         | IC Richtung: Aachen                      | THA Richtung: Paris Nord                               |
| 31    | 8                | Ja               | Durchgang        | RE 34 Siegen Hbf           | RB 50 Münster Hbf          | RB 51 Enschede             | Kein                                     | Kein                                                   |
| 35    | Durchfahrtsgleis | Durchfahrtsgleis | Durchfahrtsgleis | Durchfahrtsgleis           | Durchfahrtsgleis           | Durchfahrtsgleis           | Durchfahrtsgleis                         | Durchfahrtsgleis                                       |

In relativer Nähe östlich des Bahnhofs befinden sich im Stadtteil Körne der Betriebsbahnhof mit einem ICE-Wartungswerk und im Stadtteil Westfalenhütte das Wartungswerk für die Züge des RRX.

## Bedienung

### Fernverkehr
Die meisten Züge des Schienenpersonenfernverkehrs, die Dortmund Hauptbahnhof bedienen, werden von der DB Fernverkehr AG betrieben, Darüber hinaus verkehren Eurostar-Züge und der Flixtrain. Die Züge der Linie 34 verkehren zwischen Dortmund und Siegen mit Nahverkehrsfreigabe. Stand: Fahrplanjahr 2024
| Linie  | Fahrtverlauf | Taktfrequenz             | Betreiber          |
| ------ | --- | ------------------------ | ------------------ |
| ICE 10 | Berlin – Hannover – Bielefeld – Hamm – Dortmund – Essen – Duisburg – Düsseldorf | 60 min                   | DB Fernverkehr     |
| ICE 14 | Berlin – Stendal – Hannover – Herford – Bielefeld – Gütersloh – Hamm – Dortmund – Bochum – Essen – Duisburg – Düsseldorf | einzelne Züge            | DB Fernverkehr     |
| ICE 32 | Dortmund – Hagen – Wuppertal – Solingen – Köln – Bonn – Remagen – Andernach – Koblenz – Bingen – Mainz – Mannheim – Heidelberg – Stuttgart – Ulm – Biberach – Ravensburg – Friedrichshafen – Lindau – Bregenz – Dornbirn – Feldkirch – Langen – Bludenz – St. Anton – Landeck-Zams – Imst-Pitztal – Ötztal – Telfs-Pfaffenhofen – Innsbruck | ein Zug                  | DB Fernverkehr     |
| ICE 41 | Dortmund – Bochum – Essen – Duisburg – Düsseldorf – Köln Messe/Deutz – Frankfurt Flughafen – Frankfurt – Aschaffenburg – Würzburg – Nürnberg – München | 120 min                  | DB Fernverkehr     |
| ICE 41 | München – Nürnberg – Würzburg – Fulda –Kassel-Wilhelmshöhe – Paderborn – Hamm – Dortmund – Essen – Duisburg – Düsseldorf (– Köln / Köln Messe/Deutz – Wiesbaden – Frankfurt) | ein Zugpaar              | DB Fernverkehr     |
| ICE 42 | Hamburg – Münster – Dortmund – Essen – Duisburg – Düsseldorf – Köln – Siegburg/Bonn – Frankfurt Flughafen – Mannheim – Stuttgart – Ulm – Augsburg – München-Pasing – München | 120 min                  | DB Fernverkehr     |
| ICE 43 | Hamburg – Münster – Dortmund – Köln – Siegburg/Bonn – Frankfurt Flughafen – Mannheim – Karlsruhe – Offenburg – Freiburg – Basel | 120 min                  | DB Fernverkehr     |
| ICE 47 | Dortmund – Essen – Duisburg – Düsseldorf – Köln Messe/Deutz – (Köln/Bonn Flughafen –) Frankfurt Flughafen – Mannheim – Stuttgart | einzelne Züge            | DB Fernverkehr     |
| ICE 49 | Dortmund – Hagen – Wuppertal – Solingen – Köln – Köln/Bonn Flughafen – Siegburg/Bonn – Montabaur – Limburg Süd – Frankfurt Flughafen – Frankfurt | zwei Zugpaare            | DB Fernverkehr     |
| EST 80 | Dortmund – Essen – Duisburg – (Düsseldorf Flughafen –) Düsseldorf – Köln – Aachen – Liège-Guillemins – Bruxelles-Midi/Brussel-Zuid – Paris-Nord | ein Zugpaar              | Eurostar           |
| ICE 91 | Dortmund – Bochum – Essen – Duisburg – Düsseldorf – Köln – Bonn – Koblenz – Mainz – Frankfurt Flughafen – Frankfurt – Hanau – Würzburg – Nürnberg – Regensburg – Plattling – Passau – Wels – Linz – St. Pölten – Wien Meidling – Wien – Wien Flughafen                                                                                      | 120 min mit Lücken       | DB Fernverkehr     |
| EC 30  | (Hamburg-Altona – Hamburg – Bremen – Osnabrück – Münster –) Dortmund – Köln – Mannheim – Karlsruhe – Basel – Zürich / Interlaken Ost | zwei Zugpaare            | DB Fernverkehr/SBB |
| IC 32  | Dortmund – Bochum – Essen – Duisburg – Düsseldorf – Köln – Bonn – Remagen – Andernach – Koblenz – Bingen – Mainz – Mannheim – Heidelberg – Stuttgart – Ulm – Memmingen – Kempten – Immenstadt – Sonthofen – Fischen – Oberstdorf | ein Zugpaar ab März 2025 | DB Fernverkehr     |
| IC 34  | Frankfurt am Main – Wetzlar – Siegen – Iserlohn-Letmathe – Witten – Dortmund (– Hamm – Münster) | 120 min                  | DB Fernverkehr     |
| IC 51  | Gera – Jena – Weimar – Erfurt – Eisenach – Kassel – Dortmund – Essen – Duisburg – Düsseldorf (– Köln) | zwei Zugpaare            | DB Fernverkehr     |
| IC 55  | Dresden – Leipzig – Halle – Magdeburg – Braunschweig – Hannover – Bielefeld – Hamm – Dortmund – (Essen – Duisburg – Düsseldorf – bzw. Hagen – Wuppertal – Solingen – ) Köln (– Bonn – Koblenz – Mainz – Mannheim – Heidelberg – Tübingen)                                                                                                   | 120 min                  | DB Fernverkehr     |
| FLX 30 | (Aachen –) Köln – Düsseldorf – Duisburg – Essen – Dortmund – Hamm – (Gütersloh –) Bielefeld – Hannover – (Stendal –) Berlin-Spandau – Berlin Hbf – Berlin Südkreuz | 1–2 Zugpaare             | Flixtrain          |

Mit insgesamt 297 Ankünften und Abfahrten regelmäßig verkehrender Fernzüge pro Tag nahm der Hauptbahnhof Dortmund im Sommerfahrplan 1989 Rang 6 der bedeutendsten Knoten im Netz der Deutschen Bundesbahn ein.

### Regional- und S-Bahn-Verkehr

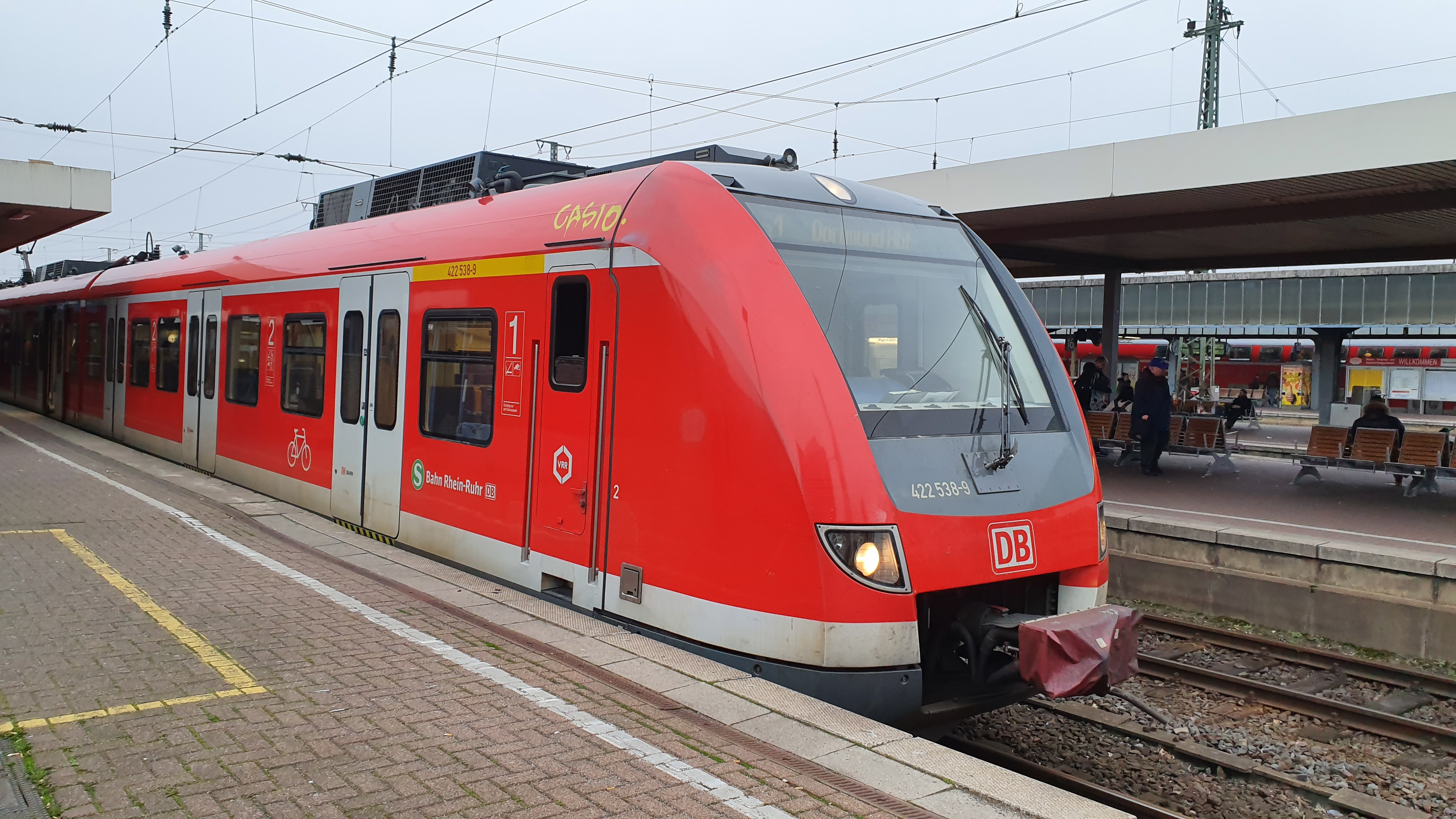
S-Bahn der Linie S1 im Dortmunder Hauptbahnhof

Im Schienenpersonennahverkehr wird der Dortmunder Hauptbahnhof von diversen Regional-Express- und Regionalbahn-Linien sowie der S-Bahn Rhein-Ruhr bedient:
| Linie       | Fahrtverlauf | Taktfrequenz | Betreiber         |
| ----------- | --- | --- | ----------------- |
| RE 1 (RRX)  | NRW-Express: Aachen Hbf – Aachen-Rothe Erde – Eilendorf (ein Zugpaar) –Stolberg (Rheinl) Hbf – Eschweiler Hbf – Langerwehe – Düren – Horrem – Köln-Ehrenfeld – Köln Hbf – Köln Messe/Deutz – Köln-Mülheim – Leverkusen Mitte – Düsseldorf-Benrath – Düsseldorf Hbf – Düsseldorf Flughafen – Duisburg Hbf – Mülheim (Ruhr) Hbf – Essen Hbf – Wattenscheid – Bochum Hbf – Dortmund Hbf – Dortmund-Scharnhorst (nicht stündlich, im Wechsel mit Nordbögge) – Dortmund-Kurl – Kamen-Methler – Kamen – Bönen-Nordbögge (nicht stündlich, im Wechsel mit Dortmund-Scharnhorst) – Hamm (Westf) Hbf Stand: Fahrplanwechsel Dezember 2023 | 60 min | National Express  |
| RE 3        | Rhein-Emscher-Express: Düsseldorf Hbf – Düsseldorf Flughafen – Duisburg Hbf – Oberhausen Hbf – Essen-Altenessen – Gelsenkirchen Hbf – Wanne-Eickel Hbf – Herne – Castrop-Rauxel Hbf – Dortmund-Mengede – Dortmund Hbf – Dortmund-Scharnhorst – Dortmund-Kurl – Kamen-Methler – Kamen – Bönen-Nordbögge – Hamm (Westf) Hbf Stand: Fahrplanwechsel Dezember 2023 | 60 min | eurobahn          |
| RE 4        | Wupper-Express: Aachen Hbf – Aachen Schanz – Aachen West – Herzogenrath – Kohlscheid (einzelne Züge) – Übach-Palenberg – Geilenkirchen – Lindern – Hückelhoven-Baal – Erkelenz – Rheydt Hbf – Mönchengladbach Hbf – Neuss Hbf – Düsseldorf-Bilk – Düsseldorf Hbf – Wuppertal-Vohwinkel – Wuppertal Hbf – Wuppertal-Barmen – Wuppertal-Oberbarmen – Schwelm – Ennepetal (Gevelsberg) – Hagen Hbf – Wetter (Ruhr) – Witten Hbf – Dortmund Hbf Stand: Fahrplanwechsel Dezember 2023 | 60 min | National Express  |
| RE 6 (RRX)  | Rhein-Weser-Express: Köln/Bonn Flughafen – Köln Hbf – Dormagen – Neuss Hbf – Düsseldorf-Bilk – Düsseldorf Hbf – Düsseldorf Flughafen – Duisburg Hbf – Mülheim (Ruhr) Hbf – Essen Hbf – Wattenscheid – Bochum Hbf – Dortmund Hbf – Kamen – Hamm (Westf) Hbf – Heessen – Ahlen (Westf) – Beckum-Neubeckum – Oelde – Rheda-Wiedenbrück – Gütersloh Hbf – Bielefeld Hbf – Herford – Löhne (Westf) – Bad Oeynhausen – Porta Westfalica – Minden (Westf) Stand: Fahrplanwechsel Dezember 2023 | 60 min | National Express  |
| RE 11 (RRX) | Rhein-Hellweg-Express: Kassel-Wilhelmshöhe – Hofgeismar – Warburg (Westf) – Willebadessen – Altenbeken – Paderborn Hbf – Lippstadt – Soest – Hamm (Westf) Hbf – Kamen – Dortmund Hbf – Bochum Hbf – Wattenscheid – Essen Hbf – Mülheim (Ruhr) Hbf – Duisburg Hbf – Düsseldorf Flughafen – Düsseldorf Hbf Abschnitt Düsseldorf–Hamm entfällt aufgrund einer angespannten Personalsituation bis auf einzelne Fahrten. Stand: Februar 2025 | 60 min | National Express  |
| RB 32       | Rhein-Emscher-Bahn: Duisburg Hbf – Oberhausen Hbf – Essen-Dellwig – Essen-Bergeborbeck – Essen-Altenessen – Essen Zollverein Nord – Gelsenkirchen Hbf – Wanne-Eickel Hbf – Herne – Castrop-Rauxel Hbf – Dortmund-Mengede – Dortmund Hbf Stand: Fahrplanwechsel Dezember 2021 | 60 min | DB Regio          |
| RE 34       | Dortmund-Siegerland-Express: Dortmund Hbf – Witten Hbf – Hagen-Hohenlimburg – Iserlohn-Letmathe – Altena (Westf) – Werdohl – Plettenberg – Finnentrop – Lennestadt-Grevenbrück – Lennestadt-Altenhundem – Kirchhundem-Welschen Ennest – Kreuztal – Siegen-Weidenau – Siegen Hbf Stand: Fahrplanwechsel Dezember 2024 | 60 min, 120 min | DB Regio HLB VIAS |
| RB 43       | Emschertal-Bahn: Dorsten – Feldhausen – Gladbeck-Zweckel – Gladbeck Ost – Gelsenkirchen-Buer Süd – Gelsenkirchen Zoo – Wanne-Eickel Hbf – Herne – Herne-Börnig – Castrop-Rauxel Süd – Castrop-Rauxel-Merklinde – Dortmund-Bövinghausen – Dortmund-Lütgendortmund Nord – Dortmund-Marten – Dortmund-Rahm – Dortmund-Huckarde Nord – Dortmund Hbf Stand: Fahrplanwechsel Dezember 2021 | 60 min | DB Regio          |
| RB 50       | Der Lüner: Dortmund Hbf – Dortmund-Kirchderne – Dortmund-Derne – Lünen-Preußen – Lünen Hbf – Werne a.d. Lippe – Capelle (Westf) – Ascheberg (Westf) – Davensberg – Münster-Amelsbüren – Münster (Westf) Hbf Stand: Fahrplanwechsel Dezember 2023 | 60 min | eurobahn          |
| RB 51       | Westmünsterland-Bahn: Dortmund Hbf – Dortmund-Kirchderne – Dortmund-Derne – Lünen-Preußen – Lünen Hbf – Bork (Westf) – Selm-Beifang – Selm – Lüdinghausen – Dülmen – Lette (Kr Coesfeld) – Coesfeld (Westf) – Rosendahl-Holtwick – Legden – Ahaus – Epe (Westf) – Gronau (Westf) – Glanerbrug – Enschede De Eschmarke – Enschede Stand: Fahrplanwechsel Dezember 2023 | 60 min 20/40 min (Dortmund–Lünen, nicht sonntags)                                                                             | DB Regio          |
| RB 52       | Volmetal-Bahn: Dortmund Hbf – Dortmund Signal-Iduna-Park – Dortmund Tierpark – Dortmund-Kirchhörde – Dortmund-Löttringhausen – Wittbräucke – Herdecke – Hagen Hbf – Hagen-Oberhagen – Dahl – Rummenohl – Dahlerbrück – Schalksmühle – Lüdenscheid-Brügge – Lüdenscheid Stand: April 2024 | 60 min | DB Regio          |
| RB 53       | Ardey-Bahn: Dortmund Hbf – Dortmund Signal-Iduna-Park – Dortmund-Hörde – Dortmund-Aplerbeck Süd – Schwerte (Ruhr) – Schwerte-Ergste – Hennen – Kalthof (Kr Iserlohn) – Iserlohnerheide – Iserlohn Stand: Fahrplanwechsel Dezember 2023 | 30 min (werktags) 60 min (Wochenenden/Feiertage)                                                                              | DB Regio          |
| RE 57       | Dortmund-Sauerland-Express: Dortmund Hbf – (Dortmund Signal-Iduna Park)* – Dortmund-Hörde – (Dortmund Aplerbeck Süd – Schwerte)* – Fröndenberg – Wickede (Ruhr) – Neheim-Hüsten – Arnsberg (Westf) – Oeventrop – Freienohl – Meschede – Bestwig Linienast 1: – Olsberg – Brilon Wald – Hoppecke – Messinghausen – Beringhausen – Bredelar – Marsberg – Westheim (Westf) – Scherfede – Warburg (Westf) Linienast 2: – Bigge – Siedlinghausen – Silbach – Winterberg (Westf) Linienast 3: – Olsberg – Brilon Wald – Brilon Stadt * Halt abends Stand: Fahrplanwechsel Dezember 2024                                                | 60 min (Dortmund–Bestwig) 60 min (Bestwig – Warburg) 120 min (Bestwig–Winterberg) Einzelzüge morgens, abends (Bestwig–Brilon) | DB Regio          |
| RB 59       | Hellweg-Bahn: Dortmund Hbf – Dortmund Signal-Iduna-Park – Dortmund-Hörde – Dortmund-Aplerbeck – Dortmund-Sölde – Holzwickede – Unna – Lünern – Hemmerde – Werl – Westönnen – Soest Stand: Fahrplanwechsel Dezember 2023 | 30 min (werktags) 60 min (sonn- und feiertags)                                                                                | eurobahn          |
| S 1         | Solingen Hbf – SG-Vogelpark – Hilden Süd – Hilden – D-Eller – D-Eller Mitte – D-Oberbilk – D-Volksgarten – Düsseldorf Hbf – D-Wehrhahn – D-Zoo – D-Derendorf – D-Unterrath – D-Flughafen – Angermund – DU-Rahm – DU-Großenbaum – DU-Buchholz – DU-Schlenk – Duisburg Hbf – MH-Styrum – Mülheim (Ruhr) Hbf – E-Frohnhausen – Essen West – Essen Hbf – E-Steele – E-Steele Ost – E-Eiberg – Wattenscheid-Höntrop – BO-Ehrenfeld – Bochum Hbf – BO-Langendreer West – BO-Langendreer – DO-Kley – DO-Oespel – DO-Universität – DO-Dorstfeld Süd – DO-Dorstfeld – Dortmund Hbf Stand: Fahrplanwechsel Dezember 2023                   | 30 min 20 min (Solingen–Duisburg wochentags) 15 min (Essen–Dortmund wochentags)                                               | DB Regio          |
| S 2         | Hauptlinienweg: Dortmund Hbf – DO-Dorstfeld – DO-Wischlingen – DO-Huckarde – DO-Westerfilde – DO-Nette/Oestrich – DO-Mengede – Castrop-Rauxel Hbf – Herne – Linienast 1: Wanne-Eickel Hbf –Gelsenkirchen Hbf – GE-Rotthausen – E-Kray Nord – Essen Hbf Linienast 2: Recklinghausen Süd – Recklinghausen Hbf Stand: Fahrplanwechsel Dezember 2023 | 30 min 60 min (je Linienast)                                                                                                  | DB Regio          |
| S 5         | Dortmund Hbf – Dortmund-Barop – Dortmund-Kruckel – Witten-Annen Nord – Witten Hbf – Wetter (Ruhr) – Hagen-Vorhalle – Hagen Hbf Stand: Fahrplanwechsel Dezember 2023 | 30 min (Dortmund–Witten) 60 min (Witten–Hagen)                                                                                | DB Regio          |

### Stadtbahn

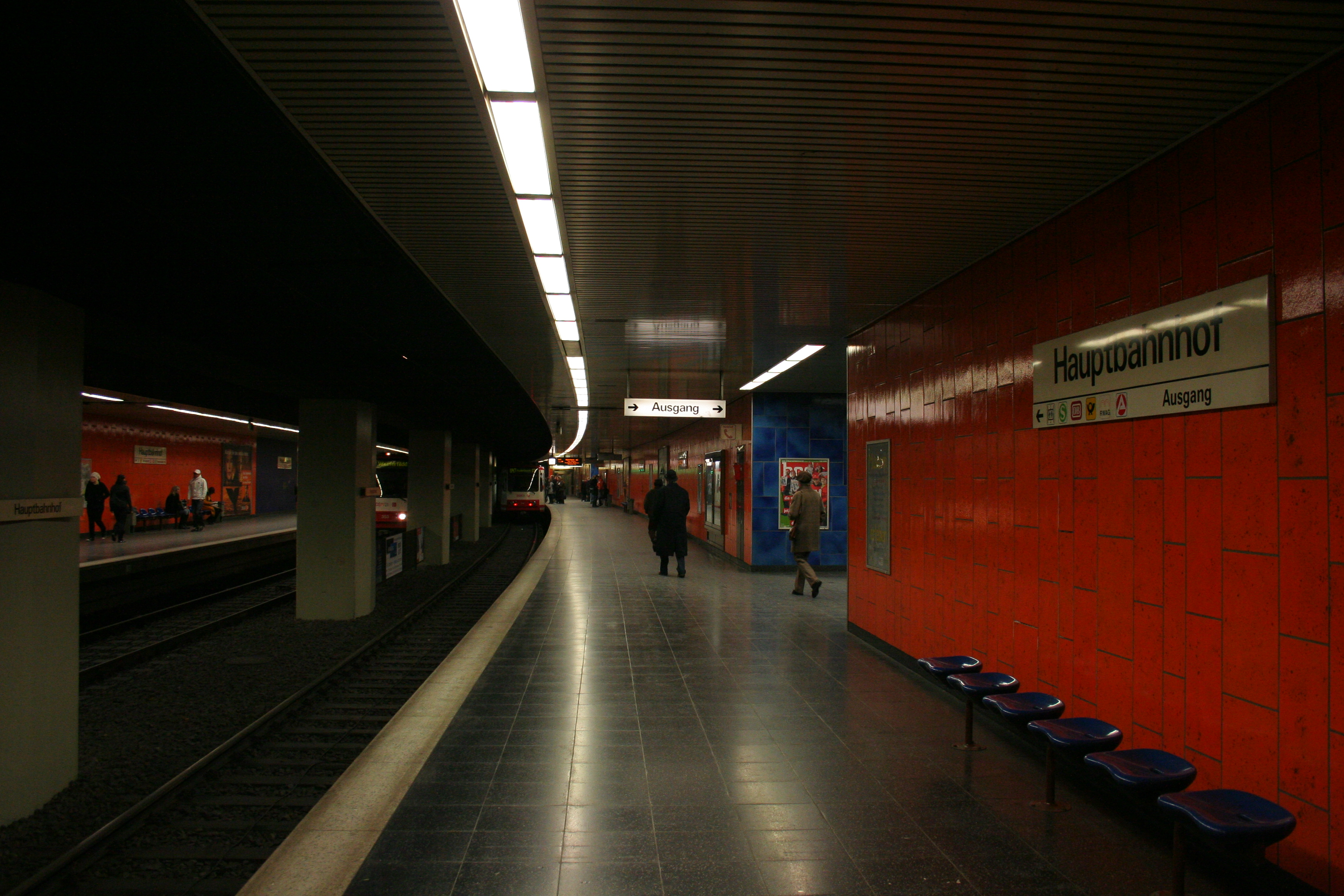
Unterirdische Bahnsteige der Stadtbahn vor dem Umbau (2010)

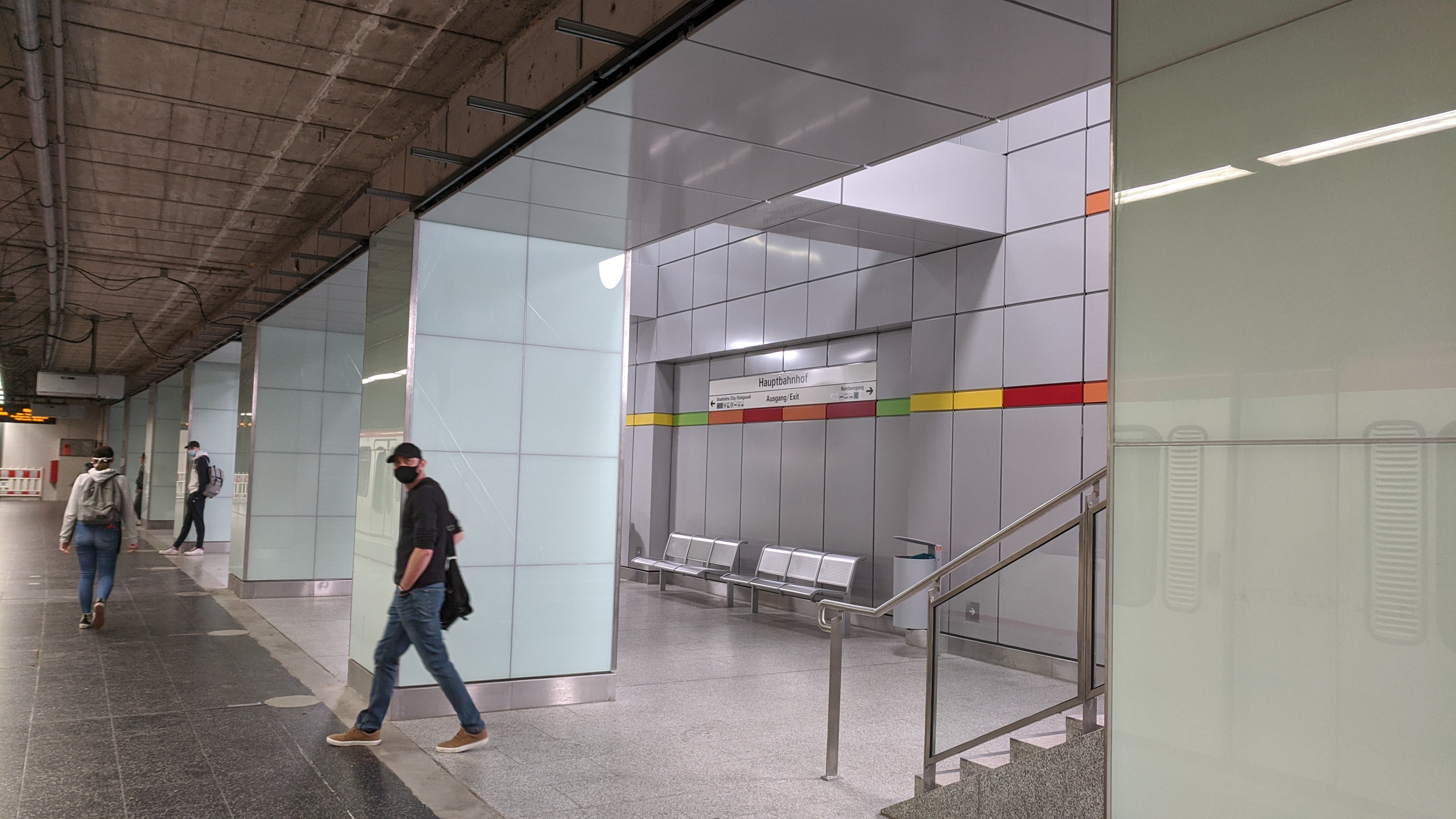
Verbreiterter Bahnsteig in der Umbauphase (2020)

Die Linien im Öffentlichen Personennahverkehr der Stadtbahn Dortmund werden betrieben durch die DSW21.
| Linie | Fahrtverlauf | Takt                      |
| ----- | --- | ------------------------- |
|       | Brambauer Verkehrshof1 – Brambauer Krankenhaus – Lünen, Herrentheystraße – Dortmund, Oetringhauser Straße – Brechten Zentrum2 – Wittichstraße – Maienweg – Waldesruh – Grävingholz – Externberg – Amtsstraße – Zeche Minister Stein – Güterstraße – Fredenbaum – Immermannstraße/Klinikzentrum Nord – Lortzingstraße – U Münsterstraße – U Leopoldstraße – U Dortmund Hbf – U Kampstraße – U Stadtgarten – U DO-Stadthaus – U Markgrafenstraße – U Märkische Straße – U Karl-Liebknecht-Straße – U Willem-van-Vloten-Straße – U DO-Hörde, Bahnhof – U Dortmund, Clarenberg3 Diese Linie verkehrt auf der Stammstrecke I | 20 min (1–2) 10 min (2–3) |
|       | ( Dortmund, Fredenbaum – Immermannstraße/Klinikzentrum Nord – Lortzingstraße – U Münsterstraße – U Leopoldstraße – ) U Dortmund Hbf – U Kampstraße – U Stadtgarten – U DO-Stadthaus – U Markgrafenstraße – U Westfalenpark – Remydamm – U Westfalenhallen Diese Linie verkehrt auf der Stammstrecke I. Während der HVZ wird die Linie bis zur Haltestelle Fredenbaum verlängert. Bei Veranstaltungen wird sie ab dem/bis zum Haltepunkt Stadion eingesetzt; ab Westfalenhallen verkehrt sie weiter als U46 in Richtung Brunnenstraße.                                                                                   | 10 min                    |
|       | DO-Westerfilde – Obernette – Buschstraße – Parsevalstraße – Huckarde Bushof – Huckarde Abzweig – Insterburger Straße – Hafen – U Schützenstraße – U Leopoldstraße – U Dortmund Hbf – U Kampstraße – U Stadtgarten – U DO-Stadthaus – U Markgrafenstraße – U Märkische Straße – Kohlgartenstraße – Voßkuhle – Lübkestraße – Max-Eyth-Straße – Stadtkrone Ost – Hauptfriedhof – Allerstraße/Westfälische Klinik für Psychiatrie – Westendorfstraße – Schürbankstraße – DO-Aplerbeck Diese Linie verkehrt auf der Stammstrecke I                                                                                           | 10 min                    |
|       | ( Dortmund, Hafen – U Schützenstraße – U Leopoldstraße – ) U Dortmund Hbf – U Kampstraße – U Stadtgarten – U DO-Stadthaus – U Markgrafenstraße – U Westfalenpark – Rombergpark – DO-Hacheney Diese Linie verkehrt auf der Stammstrecke I. Während der HVZ an Schultagen wird die Linie bis zur Haltestelle Hafen verlängert | 10 min                    |

Anmerkung: Ab Dortmund Westfalenhallen verkehrt die Linie U45 weiter als U46 nach Brunnenstraße, bei Veranstaltungen bis Stadion.

### Omnibus
| Nordausgang             | |
| 412                     | Dortmund Hauptbahnhof – Eving – Schulte Rödding |
| 452                     | Dortmund Hauptbahnhof – Kreuzstraße – Saarlandstraße – Funkenburg – Körne |
| 453                     | Dortmund Hauptbahnhof – Kreuzstraße – Saarlandstraße – Märkische Straße – Schüren |
| 455                     | Dortmund Hauptbahnhof – Nordmarkt – Borsigplatz – Funkenburg – Hörde Bf. |
| 456                     | Dortmund Hauptbahnhof – Nordmarkt – Borsigplatz – Funkenburg – Schüren |
| 475                     | Dortmund Hauptbahnhof – Hafen – Deusen – Mengede |
| Steinwache              | |
| NE9                     | Dortmund, Reinoldikirche – Dortmund Hauptbahnhof – Hafen – Kirchlinde – Bövinghausen – Lütgendortmund |
| NE11                    | Dortmund, Reinoldikirche – Dortmund Hauptbahnhof – Hafen – Kirchlinde – Castrop-Rauxel Schwerin – Münsterplatz – Habinghorst – Ickern                                                                                    |
| Südausgang (Innenstadt) | |
| Airportexpress          | Dortmund Hauptbahnhof – Flughafen Dortmund (Sondertarif, kein VRR) |
| S30                     | Dortmund, Reinoldikirche – Dortmund Hauptbahnhof – Bergkamen |
| 460                     | Dortmund, Kirchlinde – Werkstättentor – Hafen – Dortmund Hauptbahnhof – Reinoldikirche |
| NE7                     | Dortmund, Reinoldikirche – Saarlandstraße – Brünninghausen – Kirchhörde – Weiße Taube – Gablonzstraße – Hombruch – Löttringhausen – Weiße Taube – Brünninghausen – Saarlandstr. – Dortmund Hauptbahnhof – Reinoldikirche |
| NE8                     | Dortmund, Reinoldikirche – Möllerbrücke – Palmweide – Hombruch – Menglinghausen – Eichlinghofen – Universität – Palmweide – Möllerbrücke – Dortmund Hauptbahnhof – Reinoldikirche                                        |
| NE12                    | Dortmund, Reinoldikirche – Dortmund Hauptbahnhof – Dorstfeld – Marten – Westrich – Lütgendortmund |
| NE13                    | Dortmund, Reinoldikirche – Dortmund Hauptbahnhof – Dorstfeld – Huckarde – Jungferntal – Kirchlinde – Bodelschwingh – Mengede                                                                                             |
| NE22                    | Dortmund, Reinoldikirche – Borsigplatz – Hannöversche Straße – Scharnhorst – Kurl – Husen – Lanstrop – Derne – Kirchderne – Eving – Immermannstraße – Dortmund Hauptbahnhof – Reinoldikirche                             |

## Vorfälle

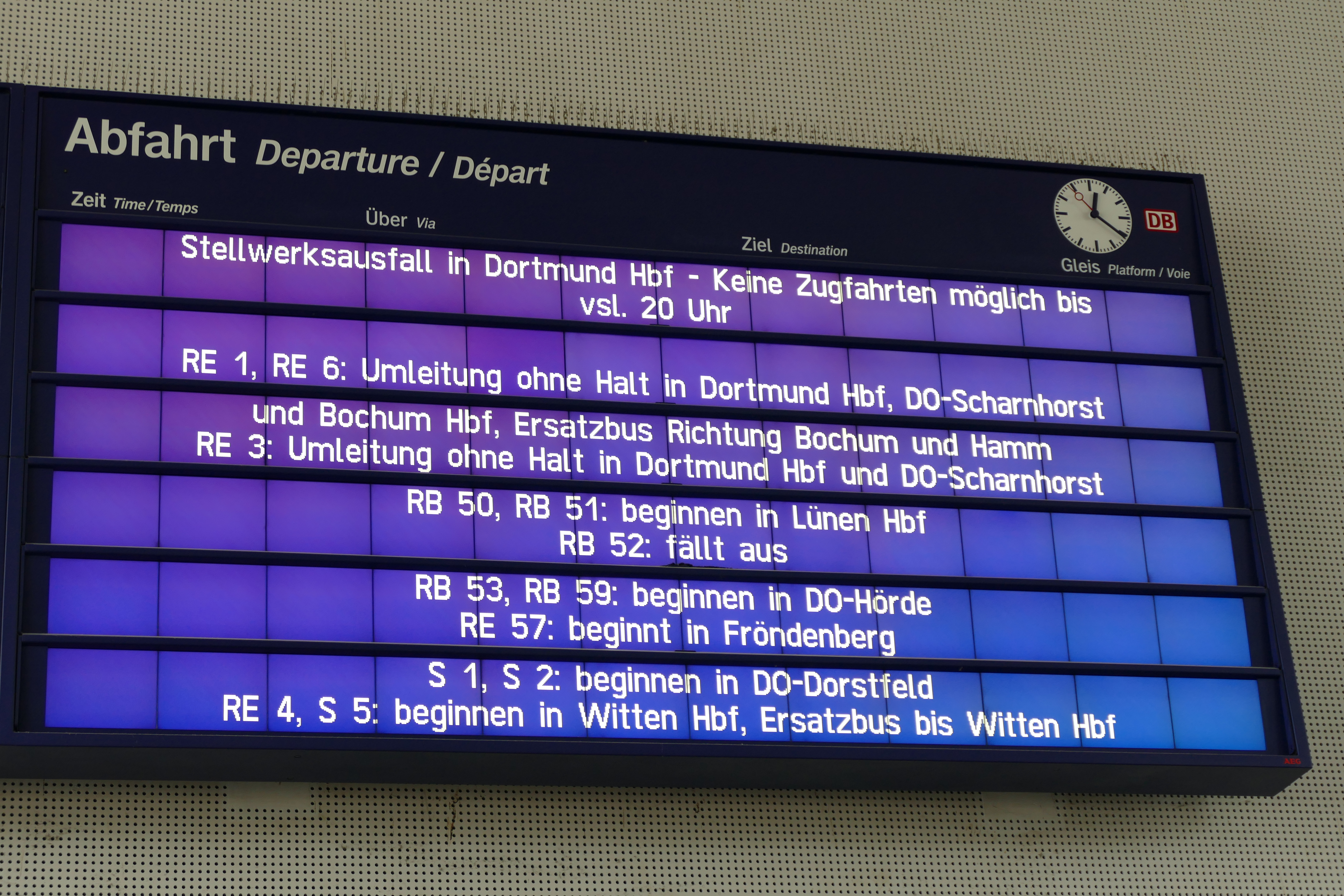
Informationstafel mit Anzeigen der Zugausfälle nach der Stellwerksstörung im August 2022

Am 1. Mai 2017 entgleiste der ICE 945 gegen 18:50 Uhr bei der Einfahrt in den Dortmunder Hauptbahnhof. Ursache war hierbei eine ungünstige Trassierung in Verbindung mit mehreren Gleislagefehlern, die zu unüblichem Verschleiß einer Weichenzunge führte, welcher im Rahmen der turnusmäßigen Inspektionen nicht entdeckt wurde. Trassierung und Gleislagefehler lagen allerdings noch im Rahmen der zulässigen Normen. Dennoch kam es zu einem Abheben eines Rades an der Weiche und in Folge zur Entgleisung des Zuges. Dabei gab es zwei Verletzte, eine Person wurde in ein Krankenhaus eingeliefert. In der Folge war der Bahnhof über zwei Stunden komplett gesperrt. Während der notwendigen Reparaturen an der Infrastruktur kam es zu tiefgreifenden Einschränkungen im gesamten Nahverkehr des Ruhrgebiets. Erst ab dem 24. Mai 2017, also über drei Wochen später, fuhren wieder alle Züge planmäßig.
Am 20. August 2022 kam es nach einem Unwetter gegen 3:40 Uhr zu einem Wassereinbruch im Stellwerks, der zu einer Störung führte, die den Zugverkehr von und zum Bahnhof Dortmund für fast einen Tag lahmlegte. Erst gegen 22:00 Uhr war das Stellwerk repariert und der Verkehr konnte nach und nach wieder aufgenommen werden.

## Trivia
Im Zusammenhang mit dem Hauptbahnhof bekannt geworden ist ein Bonmot des ehemaligen Oberbürgermeisters Günter Samtlebe, der den Bahnhof als „Pommesbude mit Gleisanschluss“ bezeichnete, um den schlechten Zustand hervorzuheben. Travelbook gab dem Bahnhof 2020 die Bewertung „dreckigster Bahnhof Europas“.